# Urbain Anseeuw
Urbain Anseeuw (Wingene, 5 januari 1892 - Aalter, 9 maart 1962) was een Belgisch wielrenner.

## Carrière
Anseeuw nam twee keer deel aan de Ronde van Frankrijk maar reed deze twee keer niet uit. Daarnaast nam hij twee keer deel aan de Ronde van Vlaanderen waar zijn beste resultaat 8 was in 1920. Hij nam ook twee keer deel aan Parijs-Roubaix.
Hij was de zwager van Lucien, Marcel, Jules et Cyriel Buysse.

## Resultaten in de voornaamste wedstrijden
| Jaar | Ronde van Italië | Ronde van Frankrijk | Ronde van Spanje |
| ---- | ---------------- | ------------------- | ---------------- |
| 1919 |                  | opgave              |                  |
| 1920 |                  | opgave              |                  |
| 1921 |                  |                     |                  |
| 1922 |                  |                     |                  |
| 1923 |                  |                     |                  |

| Jaar | Ronde van Vlaanderen | Parijs-Roubaix |
| ---- | -------------------- | -------------- |
| 1919 | 18e                  |                |
| 1920 | 8e                   |                |
| 1921 |                      | 32e            |
| 1922 |                      | 36e            |
| 1923 |                      |                |